# Pico (editor)
Pico (Pine composer) es un editor de texto para Unix y sistemas basados en Unix. Está integrado con el cliente de correo electrónico Pine. Fue diseñado por la Oficina de Computación y Comunicaciones de la Universidad de Washington.
Desde el FAQ de Pine: "El "Pine's message composition editor" está disponible como un programa separado autónomo (stand-alone), llamado PICO. Pico es muy simple de usar, ofrece justificación de párrafos, cortar/pegar y corrector ortográfico..."
Pico no soporta el manejo de varios archivos simultáneamente y no puede realizar una búsqueda y reemplazo a través de múltiples archivos. Tampoco puede copiar texto de una fila a otra, aunque es posible leer texto dentro del editor desde un archivo en su directorio de trabajo. Pico también soporta operaciones de búsqueda y reemplazo.
La interfaz de Pico es en muchas formas muy similar a la que se encuentra en editores de Windows, tales como el Bloc de notas.
En comparación, algunos populares editores de texto de Unix tales como vi y Emacs proveen un número significantemente mayor de características que Pico, incluyendo búsqueda y reemplazo de expresiones regulares y trabajar con múltiples archivos al mismo tiempo. Sin embargo, son generalmente más difíciles de aprender.
El proyecto GNU tiene un clon de Pico llamado nano que ha sido desarrollado debido a que la licencia de Pico no es una licencia de software libre, ya que la distribución de una versión modificada del código está expresamente prohibida. Por defecto nano intenta imitar Pico para mantener el ambiente al que sus usuarios están acostumbrados. Sin embargo puede ser configurado para ofrecer soporte de mouse, márgenes automáticos, búsqueda de expresiones regulares e incluso el resaltado de la sintaxis haciéndolo más útil.